# Záboří (Vítězná)
Záboří (dříve německy Söberle) je součást obce Vítězná v okrese Trutnov. Rozkládá se při Zábořském potoce. Součástí Záboří je i Dolní Záboří a osady Čtyři Domy a Nové Záboří. Až do druhé světové války byla osídlena téměř výhradně německým obyvatelstvem. V současné době většina budov slouží k rekreaci.

## Památky
- Kaple Nejsvětější Trojice v obci, postavená v letech 1922–23
- Kamenný kříž v centru obce

## Dopravní dostupnost
Osada Záboří má špatné napojení na dopravní síť. Je dostupná po slepé silnici z Komárova. Do obce zajíždí pouze jeden pár autobusových spojů.

## Obyvatelstvo
Počet obyvatel Babí trvale klesal už od druhé poloviny 19. století, největší propad nastal po 2. válce a odsunu německého obyvatelstva. Výrazný pokles pokračoval i v druhé polovině 20. století, teprve po roce 2000 se začal počet obyvatel opět mírně zvyšovat.
| Rok            | 1869 | 1880 | 1890 | 1900 | 1910 | 1921 | 1930 | 1950 | 1961 | 1970 | 1980 | 1991 | 2001 | 2011 |
| -------------- | ---- | ---- | ---- | ---- | ---- | ---- | ---- | ---- | ---- | ---- | ---- | ---- | ---- | ---- |
| Počet obyvatel | 689  | 650  | 628  | 569  | 472  | 421  | 404  | 141  | 95   | 51   | 33   | 33   | 31   | 38   |
| Počet domů     | 108  | 109  | 108  | 109  | 111  | 111  | 107  | 52   | -    | 18   | 13   | 19   | 23   | 26   |